# ローアバッハ郡

ローアバッハ郡
Bezirk Rohrbach

ローアバッハ郡（ローアバッハぐん、独: Bezirk Rohrbach）は、オーストリアのオーバーエスターライヒ州にある郡（Bezirk; 行政管区とも訳される）。郡庁所在地はローアバッハ・イン・オーバーエスターライヒ。
オーバーエスターライヒ州の北部に位置し、ミュール地方（Mühlviertel; ミュールフィアテル）に含まれる。南西でシェルディング郡およびわずかにグリースキルヒェン郡と、南でエフェルディング郡と、南東でウーアファール＝ウムゲーブング郡と接する。また北西はドイツ・バイエルン州との、北東はチェコ・南ボヘミア州との国境となっている。
ローアバッハ郡には以下の42の市町村（Gemeinde; ゲマインデ）がある。そのうちローアバッハ・イン・オーバーエスターライヒが市（Stadt）に、15自治体が町（Marktgemeinde; 市場町）に指定されている。
- アフィースル Afiesl
- アホルン・イム・ミュールクライス Ahorn im Mühlkreis
- アイゲン・イム・ミュールクライス Aigen im Mühlkreis （町）
- アルテンフェルデン Altenfelden （町）
- アルンライト Arnreit
- アツェスベルク Atzesberg
- アウベルク Auberg
- ベルク・バイ・ローアバッハ Berg bei Rohrbach
- ハスラッハ・アン・デア・ミュール Haslach an der Mühl （町）
- ヘルフェンベルク Helfenberg
- ホーフキルヒェン・イム・ミュールクライス Hofkirchen im Mühlkreis （町）
- ヘーアビヒ Hörbich
- ユールバハ Julbach
- キルヒベルク・オプ・デア・ドナウ Kirchberg ob der Donau
- クラッファー・アム・ホッホフィヒト Klaffer am Hochficht
- クラインツェル・イム・ミュールクライス Kleinzell im Mühlkreis
- コラーシュラーク Kollerschlag （町）
- レンバッハ・イム・ミュールクライス Lembach im Mühlkreis （町）
- リヒテナウ・イム・ミュールクライス Lichtenau im Mühlkreis
- ネーベルベルク Nebelberg
- ノイフェルデン Neufelden （町）
- ノイシュティフト・イム・ミュールクライス Neustift im Mühlkreis
- ニーダーカッペル Niederkappel
- ニーダーヴァルトキルヒェン Niederwaldkirchen （町）
- オーバーカッペル Oberkappel （町）
- エッピング Oepping
- パイルシュタイン・イム・ミュールフィアテル Peilstein im Mühlviertel （町）
- プファルキルヒェン・イム・ミュールクライス Pfarrkirchen im Mühlkreis
- プッツラインスドルフ Putzleinsdorf （町）
- ローアバッハ・イン・オーバーエスターライヒ Rohrbach in Oberösterreich （市）
- ザルラインスバッハ Sarleinsbach （町）
- シュレーグル Schlägl
- シェーネック Schönegg
- シュヴァルツェンベルク・アム・ベーマーヴァルト Schwarzenberg am Böhmerwald
- ザンクト・ヨーハン・アム・ヴィンベルク Sankt Johann am Wimberg
- ザンクト・マルティン・イム・ミュールクライス Sankt Martin im Mühlkreis （町）
- ザンクト・オスヴァルト・バイ・ハスラッハ Sankt Oswald bei Haslach
- ザンクト・ペーター・アム・ヴィンベルク Sankt Peter am Wimberg （町）
- ザンクト・シュテファン・アム・ヴァルデ Sankt Stefan am Walde
- ザンクト・ウルリヒ・イム・ミュールクライス Sankt Ulrich im Mühlkreis
- ザンクト・ファイト・イム・ミュールクライス Sankt Veit im Mühlkreis
- ウルリヒスベルク Ulrichsberg （町）